# Ladies Open Lausanne 2021
Il Ladies Open Lausanne 2021 è stato un torneo di tennis giocato sulla terra rossa. È stata la 28ª edizione del torneo, che fa parte della categoria WTA 250 nell'ambito del WTA Tour 2021. Si è giocato nel Tennis Club Stade Lausanne di Losanna, in Svizzera, dal 12 al 18 luglio 2021.

## Partecipanti

### Teste di serie
| Giocatrice  | Nazionalità     | Ranking* | Testa di serie |
| ----------- | --------------- | -------- | -------------- |
| Slovenia    | Tamara Zidanšek | 47       | 1              |
| Francia     | Fiona Ferro     | 51       | 2              |
| Svizzera    | Jil Teichmann   | 55       | 3              |
| Italia      | Camila Giorgi   | 62       | 4              |
| Francia     | Caroline Garcia | 76       | 5              |
| Paesi Bassi | Arantxa Rus     | 84       | 6              |
| Italia      | Jasmine Paolini | 88       | 7              |
| Russia      | Anna Blinkova   | 89       | 8              |

* Ranking al 28 giugno 2021.

### Altre partecipanti
Le seguenti giocatrici hanno ricevuto una wild card per il tabellone principale:
- Alycia Parks
- Tess Sugnaux
- Simona Waltert

Le seguenti giocatrici sono entrate in tabellone usando il ranking protetto:
- Alexandra Dulgheru
- Mandy Minella

Le seguenti giocatrici sono passate dalle qualificazioni:

- Lucia Bronzetti
- Ulrikke Eikeri
- Valentini Grammatikopoulou
- Astra Sharma

### Ritiri
Prima del torneo
- Sorana Cîrstea → sostituita da  Maryna Zanevs'ka
- Alizé Cornet → sostituita da  Francesca Di Lorenzo
- Katarzyna Kawa → sostituita da  Alexandra Dulgheru
- Ljudmila Samsonova → sostituita da  Clara Burel
- Sloane Stephens → sostituita da  Mandy Minella
- Martina Trevisan → sostituita da  Marina Mel'nikova

## Partecipanti al doppio

### Teste di serie
| Nazione  | Giocatrice      | Nazione     | Giocatrice         | Rank1 | Teste di serie |
| -------- | --------------- | ----------- | ------------------ | ----- | -------------- |
| Russia   | Anna Blinkova   | Germania    | Anna-Lena Friedsam | 116   | 1              |
| Svizzera | Jil Teichmann   | Slovenia    | Tamara Zidanšek    | 170   | 2              |
| Giappone | Eri Hozumi      | Cina        | Zhang Shuai        | 180   | 3              |
| Polonia  | Katarzyna Piter | Paesi Bassi | Arantxa Rus        | 200   | 4              |

* Ranking al 28 giugno 2021.

### Altre partecipanti
Le seguenti coppie di giocatrici hanno ricevuto una wild card per il tabellone principale:
- Susan Bandecchi /  Simona Waltert
- Carole Monnet /  Gabriella Price

## Punti
| Evento    | V   | F   | SF  | QF | 2T | 1T   | Q    | Q2   | Q1   |
| Singolare | 250 | 180 | 110 | 60 | 30 | 1    | 18   | 12   | 1    |
| Doppio    | 250 | 180 | 110 | 60 | 1  | N.D. | N.D. | N.D. | N.D. |

## Montepremi
| Evento    | V        | F       | SF      | QF      | 2T      | 1T     | Q3     | Q2     | Q1     |
| Singolare | $163,085 | $86,840 | $46,345 | $24,880 | $13,311 | $6,398 | $3,791 | $2,021 | $1,122 |
| Doppio    | $50,876  | $27,155 | $14,845 | $7,562  | $4,098  | N.D.   | N.D.   | N.D.   | N.D.   |

*per team

## Campionesse

### Singolare
Tamara Zidanšek ha sconfitto in finale  Clara Burel con il punteggio di 4–6, 7-6(5), 6-1.

### Doppio
Susan Bandecchi /  Simona Waltert hanno sconfitto in finale  Ulrikke Eikeri /  Valentini Grammatikopoulou con il punteggio di 6–3, 6(3)–7, [10–5].